# Léo Jardim
Pour les articles homonymes, voir Jardim.
Ne doit pas être confondu avec l'entraîneur portugais de football Leonardo Jardim.
Leonardo César Jardim est un footballeur brésilien, né le 20 mars 1995 à Ribeirão Preto. Il joue au poste de gardien au CR Vasco da Gama.

## Biographie

### Carrière en club

#### Grêmio
Il joue son premier match professionnel le 20 novembre 2016 lors d'une victoire 3-0 en championnat face à America Futebol Clube.

#### Rio Ave
Après être passé par Grêmio, il est prêté à Rio Ave où il est transféré pour 1 million d'euros lors du mercato estival 2019.

#### Lille OSC
Le 13 juillet 2019, il s'engage au Lille OSC pour 5 ans contre la somme de 6 millions d'euros. Pour sa première saison en France, il est la doublure de Mike Maignan. Il profite de la blessure de ce dernier pour entrer en jeu lors d'une rencontre de Ligue des champions contre Chelsea à la 72e minute de jeu (défaite 2-1). Une semaine plus tard, il est titulaire contre l'AS Monaco en Coupe de la Ligue, il s'illustre notamment en arrêtant un penalty. Il est ensuite titulaire en quarts-de-finale face à Amiens et en demi-finales face à Lyon lors d'une défaite aux tirs au but,.

#### Prêt à Boavista puis retour au Brésil au Vasco de Gama
Barré par Maignan dans le Nord, il est prêté au Boavista FC pour gagner en expérience et s’aguerrir. Il y dispute une saison pleine, participant à l'intégralité des 34 rencontres de Liga NOS où son club se classe 13e.
De retour en France, il commence la saison 2021-2022 titulaire dans les bois lillois à la suite du départ de Maignan vers le Milan AC. Lors des deux premières journées, le LOSC encaisse sept buts, trois face au FC Metz (1re journée, 3-3) puis quatre face à Nice (2e journée, défaite 0-4). Le 19 août, Ivo Grbic est recruté et relègue Jardim sur le banc. Absent du groupe lillois à partir de mi-septembre à la suite de douleurs aux cervicales, il est opéré en novembre et ne retrouve la compétition qu'en février. Il profite alors des errements de Grbic pour reprendre la place de numéro un. Titularisé face à Montpellier (24e journée, victoire 0-1), il garde ensuite les cages lilloises jusqu'au terme de la saison. Il dispute ainsi les huitièmes de finale de Ligue des Champions face à Chelsea (défaites 2-0 puis 1-2).
Manquant de sérénité et de confiance sur son début de saison 2022-2023, il est relégué sur le banc par Lucas Chevalier après une sortie manquée face au Montpellier HSC (6e journée, victoire 1-3). Le 26 janvier 2023, il est finalement transféré à Vasco da Gama.

## Statistiques
| Saison                | Club                  | Championnat           | Championnat | Championnat | Coupe nationale | Coupe nationale | Coupe de la Ligue | Coupe de la Ligue | Supercoupe | Supercoupe | Compétition(s) continentale(s) | Compétition(s) continentale(s) | Compétition(s) continentale(s) | Championnat d'État | Championnat d'État | Total | Total |
| Saison                | Club                  | Division              | M.          | B.          | M.              | B.              | M.                | B.                | M.         | B.         | Comp.                          | M.                             | B.                             | M.                 | B.                 | M.    | B.    |
| 2016                  | Grêmio                | Serie A               | 3           | 0           | 1               | 0               | -                 | -                 | -          | -          | CL                             | -                              | -                              | -                  | -                  | 4     | 0     |
| 2017                  | Grêmio                | Serie A               | 5           | 0           | -               | -               | -                 | -                 | -          | -          | CL                             | -                              | -                              | 3                  | 0                  | 8     | 0     |
| Sous-total            | Sous-total            | Sous-total            | 8           | 0           | 1               | 0               | -                 | -                 | -          | -          | -                              | -                              | -                              | 3                  | 0                  | 12    | 0     |
| 2018-2019             | Rio Ave FC (prêt)     | Liga NOS              | 33          | 0           | 3               | 0               | 2                 | 0                 | -          | -          | -                              | -                              | -                              | -                  | -                  | 38    | 0     |
| Sous-total            | Sous-total            | Sous-total            | 33          | 0           | 3               | 0               | 2                 | 0                 | -          | -          | -                              | -                              | -                              | -                  | -                  | 38    | 0     |
| 2019-2020             | LOSC Lille            | Ligue 1               | -           | -           | -               | -               | 3                 | 0                 | -          | -          | C1                             | 1                              | 0                              | -                  | -                  | 4     | 0     |
| 2021-2022             | LOSC Lille            | Ligue 1               | 17          | 0           | -               | -               | -                 | -                 | 1          | 0          | C1                             | 2                              | 0                              | -                  | -                  | 20    | 0     |
| 2022-2023             | LOSC Lille            | Ligue 1               | 6           | 0           | -               | -               | -                 | -                 | -          | -          | -                              | -                              | -                              | -                  | -                  | 6     | 0     |
| Sous-total            | Sous-total            | Sous-total            | 23          | 0           | -               | -               | 3                 | 0                 | 1          | 0          | -                              | 3                              | 0                              | -                  | -                  | 30    | 0     |
| 2020-2021             | Boavista FC (prêt)    | Liga NOS              | 34          | 0           | 1               | 0               | -                 | -                 | -          | -          | -                              | -                              | -                              | -                  | -                  | 35    | 0     |
| Total sur la carrière | Total sur la carrière | Total sur la carrière | 98          | 0           | 5               | 0               | 5                 | 0                 | 1          | 0          | -                              | 3                              | 0                              | 3                  | 0                  | 115   | 0     |

## Palmarès
|  |  | Grêmio - Coupe du Brésil - Vainqueur : 2016 - Copa Libertadores - Vainqueur : 2017 | LOSC Lille - Trophée des Champions - Vainqueur : 2021 |